# أجدع ناس (فلم)

## قصة
تبدأ الأحداث بإقناع رشوان مدرب لعبة الفول كونتاكت لرئيس المجلس الأعلى للرياضة الشباب على إحياء الفريق القومى لتلك اللعبة، لمواجهة تحدى فريق أمريكى، ويبدأ المدرب في تجميع الخمسة أفراد من الفريق الذي تم حله.. أما الشبان الخمسة فهم خالد الشبراوى الذي يعانى من سيطرة أمه ويتمنى أن يثبت ذاته في رياضات الدفاع عن النفس والدياسطى الشاب المتعجرف المغرور شديد الثقة في نفسه، وعبد الحميد صفوان الصعيدى الهارب من ثأر قديم وعادل عزيز مرقص الذي يتمتع بأخلاق رياضية ويتمنى الهجرة للخارج مع خطيبته ليلحق بأسرتيهما، ولكنه يفضل تحقيق انتصارات في وطنه مصر أولاً، وموسى أبو زيد الجندى السابق في حرب الخليج الذي توفيت زوجته وتركت له ابنا وحيدًا يتمنى أن يجند نفسه لإسعاده تشمل تدريب الفريق الرياضى الذي يقدم مزيجًا من رياضات الكاراتيه والكونج فو مساحة كبيرة من الفيلم، ليتسنى لهم مواجهة الفريق الأمريكى المنافس العتيد شاب أمريكى يهودى الديانة يصارع موسى أبو زيد خلع كتفه، لكن موسى يهزمه أمام هتاف الجمهور وتتوالى انتصارات الفريق المصرى بجدارة على الفريق الأمريكى ليصبحوا أجدع ناس..

## فريق العمل

### بطولة
| - كمال الشناوي:كابتن رشوان - هالة صدقي:عصمت عز العرب - الشحات مبروك:موسى أبو زيد - ممدوح وافي:سيد مساعد رشوان - أشرف عبد الباقي:منير مساعد رشوان - صلاح عبد الله:مساعد رشوان | - شريف خير الله:عادل عزيز مرقص - علاء ولي الدين:هيثم - علاء مرسي - عادل فؤاد:خالد الشبراوى - محمود خليفة - أشرف الشتيوي | - الفريق الأمريكي - كليف روبرتسون - بابلو انجيانو - جيم كوبر - سام جولد - هاري بابازكس- جيم سوليفان - شفيق جلال:طباخ الفريق - سميرة محسن:أم عبد الحميد صفوان - ليلى جمال: والدة خالد - سيف عبدالرحمن: والد خالد |

بالاشتراك مع
-قدرية كامل:أم موسى-أحمد أبو عبية:صاحب الورشة-عبد الله مشرف:والد هيثم-حمادة شوشة-محمد الصاوي:بوسطجي-علاء حسين-حاتم راضى-صالح العويل-عاطف عثمان-ناجي عبد الصادق-ماجد حبشى-أحمد طلعت كشك:طفل-أحمد الحجار:مطرب-طلعت زين:مطرب-أميرة العربي-حنان كمال-غادة عبد الرازق:ناني-ألفت سلامة-حسن منير-حاتم دراجو-سامر صالح-أحمد محمود-مصطفى فتحي-ضياء صالح-عبد الحميد صفوان-فايزة عبد الجواد: أحلام

### إداريون
| - تاميدو للإنتاج والتوزيع السينمائي مدحت الشريف:منتج - سيد حامد:مكساج مهندس - تامر الشريف - أحمد الشريف:أشرف على الإنتاج - صلاح فؤاد:قصة وسيناريو وحوار - محمد نوح:الألحان والموسيقى التصويرية - صلاح عبد الرازق:مونتير - هشام وديد سرى:مصور - مدحت الشريف:مخرج - مستحوى من قصة فيليب ري - بول ليفين - محمود عبد الشافي:مخرج مساعد - خاد سليم: م. مخرج ثان - شريف إحسان - محمد شاكر - محمد شفيق:مديرو تصوير النهائيات - عمرو الدويني - أيمن أبو المكارم -عيسى بسطاوي:مساعدو تصوير النهائيات - منى باسينوس - فرج سعد الدين إنتاج - إسماعيل جمال:م. مصور - وداد راغب:نيجاتيف - خيري فرج:كلاكيت | - عماد عزيز:مهندس الديكور - طارق الشيمي:منتج منفذ - علاء الروبي: تصميم المباريات - د. محمد فهمي:أشراف طبي - مصطفى المعاون:تصميم معركة الديسكو - الاتحاد المصري للكونغ فو - الاتحاد المصري للكاراتيه:الإشراف على التدريب والمباريات - علاء الروبي - محمود صابر - محمد سعد - أشرف - عمرو:مجموعة التدريب - عبد العزيز عمارة:مهندس الصوت - مصطفى كامل:م. صوت - جليلة الحريري - حسن إبراهيم - أنور حفني - كميل صبحي - عبد السيد سند:الصوت - أغنية مرحب: ألحان محمد نوح - صلاح عبد الله:كلمات - أغنية م.ص.ر:ألحان أحمد الحجار - أستعراض المطبخ:الحان جورج أنور -كلمات صلاح عبد الله - أغنية usa: كلمات وألحان كمال الشريف - ستوديوهات صوت الأهرام:تسجيل الأغانى - جورج أنور:مهندس | - ستوديو النهار:تسجيل أغنية "مرحب" - محمد قناوى:مصور فوتوغرافيا - محمد إبراهيم:م. فوتوغرافي - العربي محمود - مديحة عقل:ملابس - أحمد دسوقي:ماكيير - إمام رمضان:ماكيير - مجدي خلف:كوافير - أحمد حسين:م. ريجيسير - أحمد تركي:ريجيسير - ناجي ظريف:إكسوار - ستوديو مصر:الطبع والتحميض - ماجد موسى:مصحح الألوان - صلاح خليل:مركب الفيلم - صلاح عطية:مدير عام - تاميدو للإنتاج والتوزيع السينمائي مدحت الشريف:التوزيع الداخلي والفيديو - الأهرام للسينما والفيديو إبراهيم شوقي سالم:التوزيع الخارجي |